# Bezymjannyj
Bezymjannyj (rusky Безымянный) je aktivní stratovulkán, nacházející se na poloostrově Kamčatka, jako jižní člen masivu, jehož dominantou je sopka Ključevskaja. S výškou 2 882 m je podstatně nižší než zbylé dva stratovulkány masivu - zmiňovaná Ključevskaja a stratovulkán Kameň. Vulkán leží na starším, pleistocenním komplexu lávových dómů, jeho současný tvar se začal formovat před cca 4 700 lety. Za toto období prošel třemi fázemi intenzivního vulkanismu, které střídaly déle fáze klidu.
Až do roku 1955 byl Bezymjannyj považován za vyhaslou sopku (poslední aktivita byla datována zhruba před 1 000 lety). V polovině října toho roku nastala mohutná exploze, která částečně zničila vrchol vulkánu. Objem vyvržené tefry přesáhl 2 800 km³ a erupce skončila až v březnu následujícího roku. Od té doby je Bezymjannyj činná sopka, celkový počet erupcí se pomalu šplhá k číslu 50, i když erupce už nedosáhly intenzitu té z roku 1955.

## Galerie

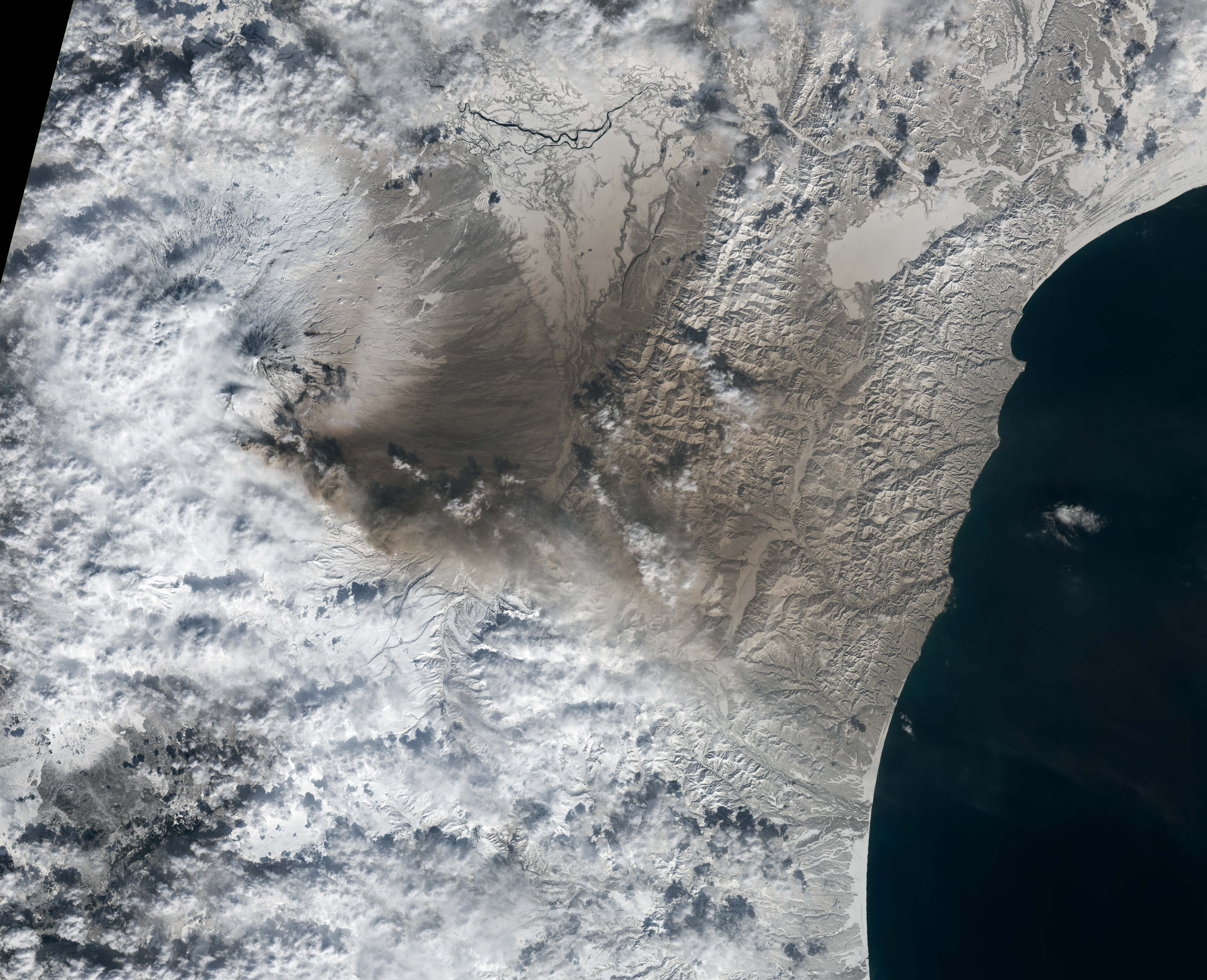
Popelem pokryté úpatí po erupci 7. dubna 2023.